# 可作图多边形

正五边形的作图

在数学中，可作图多边形是可以用尺规作图的方式作出的正多边形。例如，正五边形可以只使用圆规和直尺作出，而正七边形却不可以。

## 可作图的条件
一些正多边形很容易地用圆规和直尺作出，而另一些却不行。于是便提出了一个问题：是否所有的正 n 边形，都可以用圆规和直尺作出？若不能，哪些正 n 边形可以，哪些不可以？
德国数学家卡尔·弗里德里希·高斯在1796年证明了作出正十七边形的可能性。五年后，他在他的《算术研究》一书中提出了高斯周期（英語：Gaussian period）理论，这一理论可推导出一个正 n 边形是可作图多边形的充分条件：
如果 n 是 2 的 k 次方和任意个（可为 0 个）相異费马素数的乘积，那么这个正 n 边形可以用圆规和直尺作出。
高斯认为这个条件也是必要条件，但是他一直没有发表他的证明。1837 年，Pierre Wantzel 给出了一份完整的必要性的证明，因此这个定理被叫做 Gauss–Wantzel 定理。

### 详细结论
已知的费马数中只有前五个是素数：
F0 = 3, F1 = 5, F2 = 17, F3 = 257,和F4 = 65537 （OEIS數列A019434）
接下来的二十八个费马数，从F5到F32，已证实都是合数。
因此正n边形如果
n = 3, 4, 5, 6, 8, 10, 12, 15, 16, 17, 20, 24, 30, 32, 34, 40, 48, 51, 60, 64, ... （OEIS數列A003401）
则可以用圆规和直尺作出，如果
n = 7, 9, 11, 13, 14, 18, 19, 21, 22, 23, 25, 26, 27, 28, 29, 31, 33, 35, 36, ... （OEIS數列A004169）
则不能。

### 与杨辉三角的联系
相異费马素数的乘积，3, 5, 15, 17, 51, 85, 255, 257, ..., 65535, 65537, ..., 4294967295 （OEIS數列A004729），相对应的31个奇数边正多边形均为可作图多边形。约翰·何顿·康威（英語：John Horton Conway）在《The Book of Numbers》中评论，当把这31个数写成二进制时，正好等于杨辉三角前32行的模2同余，抛去第一行。但这种模式在第33行之后就不成立了，因为第6个费马数是合数，所以剩下的那些行就不符合条件了。目前还不知道是否存在更多的费马素数，因而就不知道有多少个奇数边可作图多边形。一般的，如果有x个费马素数，就有{\displaystyle 2^{x}-1}个奇数边可作图多边形。

## 普遍理论
根据伽罗瓦理论（英語：Galois theory），这些证明的原理已经变得十分清晰。它直接展示了解析几何中可做图长度必须用基础长度通过解一系列二次方程得到。在域论中，这样的长度一定包含在由一系列二次扩张生成的扩张域中。由此可见，这样的域的度数相对基域而言总是{\displaystyle 2^{n}}。
在特定的情况下，作出正n边形的问题转变为作出长度
{\displaystyle \cos {\frac {2\pi }{n}}}。
这个实数就在n次分圆域之中——事实上它的实子域就是一个全实域，是一个有理的维度为
{\displaystyle {\frac {1}{2}}\phi (n)}
的矢量空间，其中{\displaystyle \phi (n)}是欧拉函数。Wantzel的计算结果表明当{\displaystyle \phi (n)}可以写成2的几次幂的时候正是这种特殊情况。

## 尺规作图

正十七边形的作图

可作图多边形的作图方法都是已知的。如果{\displaystyle n=pq}（p和q互素）：
- 当{\displaystyle p=2}时，先作一个q边形，再作出任意一个中心角的角平分线，这样就可以作出一个2q边形了。
- 当{\displaystyle p>2}时，在同一个圆中作出一个p边形和一个q边形，这两个多边形要有公共顶点。因为p和q是互素的，所以一定存在整数a和b使得{\displaystyle ap+bq=1}，于是{\displaystyle {\frac {2a\pi }{q}}+{\frac {2b\pi }{p}}={\frac {2\pi }{pq}}}。这样就可以作出一个pq边形了。

因而唯一需要做的就是找到正n边形（n为费马素数）的作图方法。
- 正三角形的作图方法很简单，早在古代就已知了。参见正三角形。
- 正五边形的作图方法在欧几里德的《几何原本》（公元前300年）和托勒密的《天文学大成》（公元前150年）中都已有描述。参见正五边形。
- 尽管高斯证明了正十七边形可以用圆规和直尺作出，但他并没有直接给出作图的方法。第一个作图方法是由Erchinger在几年之后给出的。参见正十七边形。
- 第一个明确的正257边形的作图方法是由Friedrich Julius Richelot（1832）给出的。[2]参见正257边形。
- 第一个给出正65537边形的作图方法的人是约翰·古斯塔夫·爱马仕（1894），作图极其麻烦，Hermes花费了十年时间填满了200多页的手稿。[3]（但是，康威对Hermes的作图方法的有效性表示怀疑。[4]）参见正65537边形。

## 其他作图
应该强调的是本文中讨论的作图专指尺规作图。如果允许使用其他的工具，作出更多的正n边形也是可能的。例如，所谓的二刻尺，就是有两个刻度的直尺。用二刻尺作图可以作出正三角形一直到正二十二邊形，尽管剩下許多多边形仍然无法作出。
當n等於{\displaystyle 2^{r}3^{s}p_{1}p_{2}\cdots p_{k},}，其中r, s, k ≥ 0且pi是大於三的皮爾龐特質數（符合{\displaystyle 2^{t}3^{u}+1}形式的素數，此時t和u是正整數），正n邊形可以由直尺、圓規以及三等份角作出：:Thm. 2